# Desmodium affine
Desmodium affine là một loài thực vật có hoa trong họ Đậu. Loài này được Schltdl. miêu tả khoa học đầu tiên.

## Hình ảnh

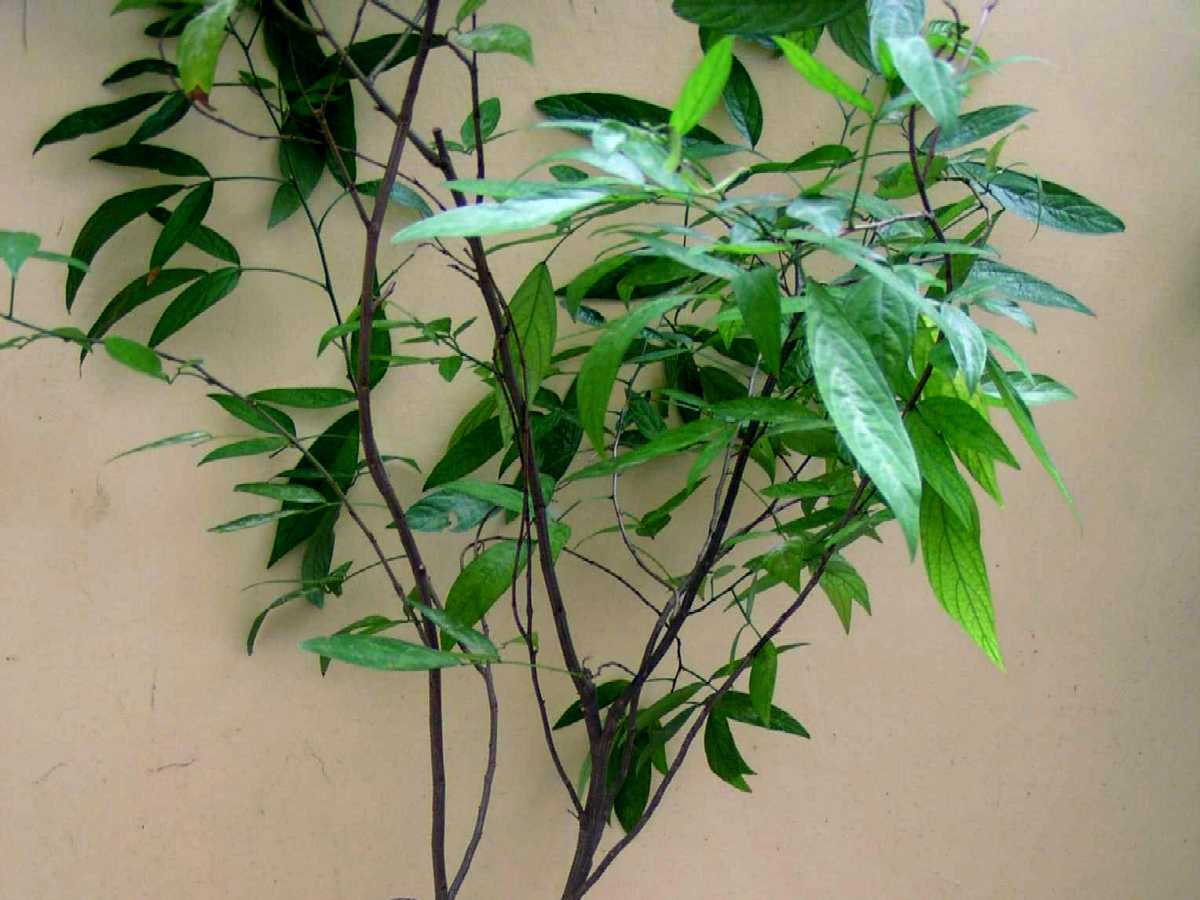
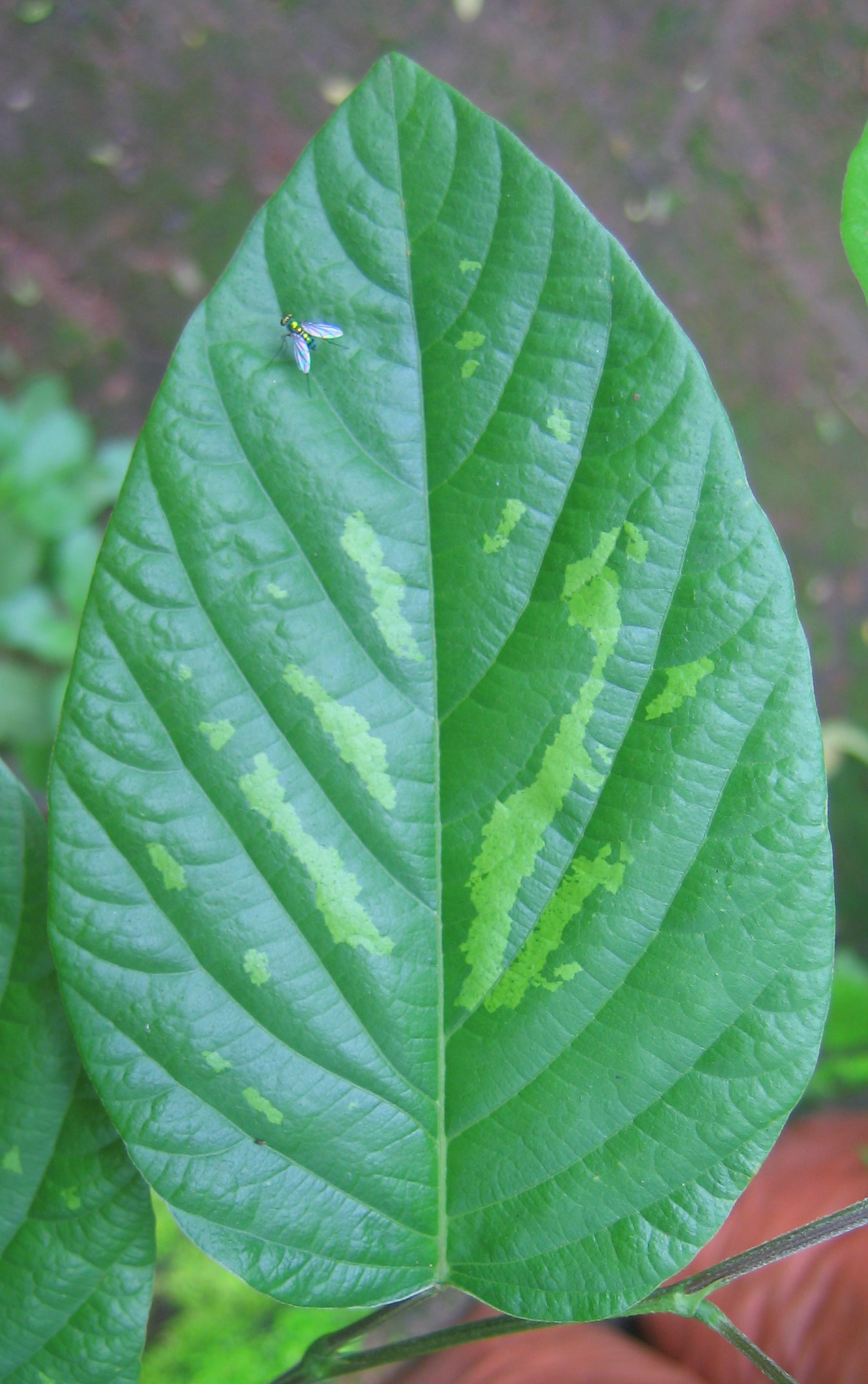
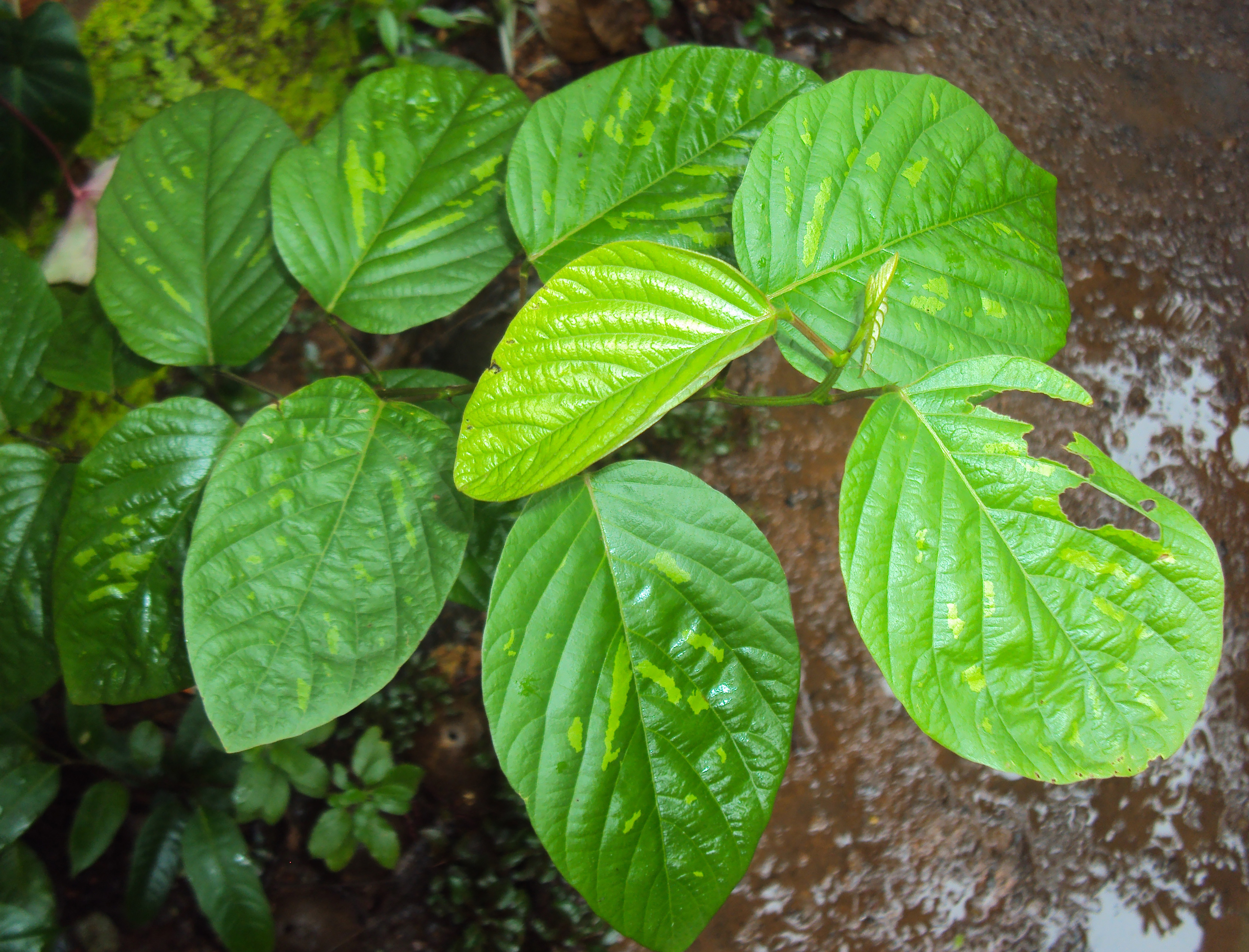
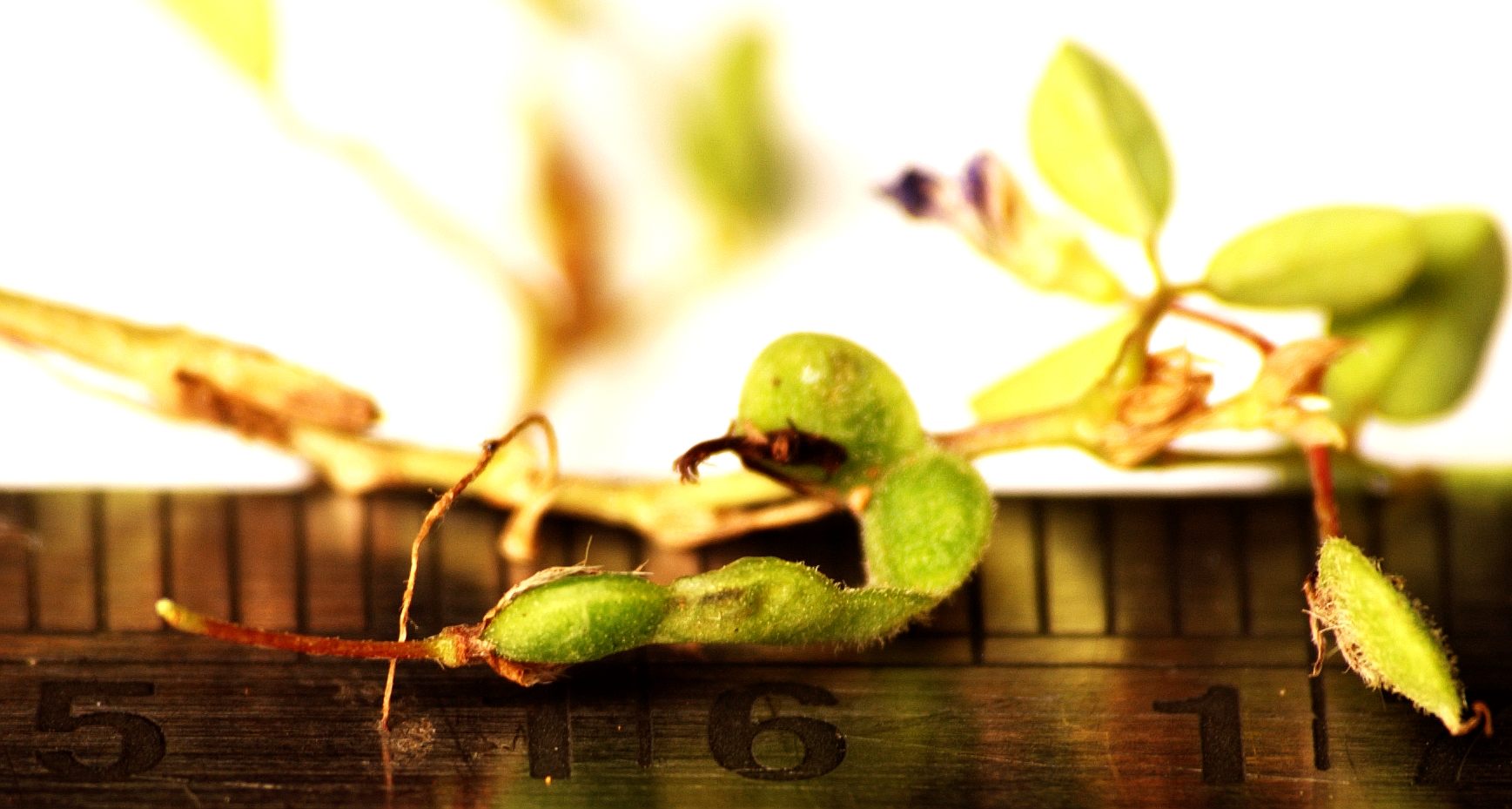